# Велика Купля
Вели́ка Купля — село в Україні, у Рівненському районі Рівненської області. Населення становить 164 осіб.

## Історія
12 червня 2020 року, відповідно до розпорядження Кабінету Міністрів України № 722-р від «Про визначення адміністративних центрів та затвердження територій територіальних громад Рівненської області», увійшло до складу Березнівської міської громади.
19 липня 2020 року, в результаті адміністративно-територіальної реформи та ліквідації Березнівського району, село увійшло до складу Дубенського району.

## Населення
Згідно з переписом УРСР 1989 року чисельність наявного населення села становила 188 осіб, з яких 85 чоловіків та 103 жінки.
За переписом населення 2001 року в селі мешкало 157 осіб.

### Мова
Розподіл населення за рідною мовою за даними перепису 2001 року:
| Мова       | Відсоток |
| ---------- | -------- |
| українська | 99,39 %  |
| білоруська | 0,61 %   |

## Постаті
- Дусь Іван Петрович (1984—2016) — солдат Збройних сил України, учасник російсько-української війни[6].